# Bathu-Tempel

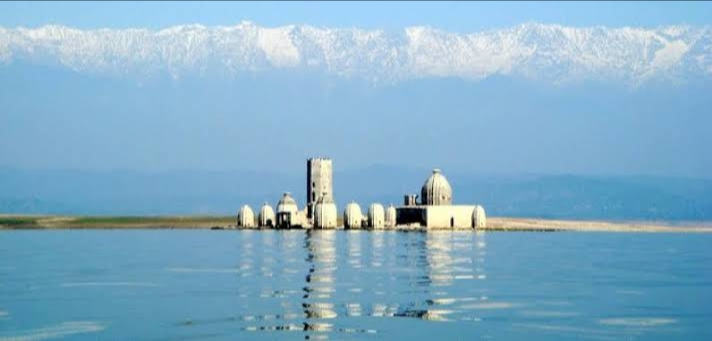
Bathu-Tempel und Himalaya-Berge

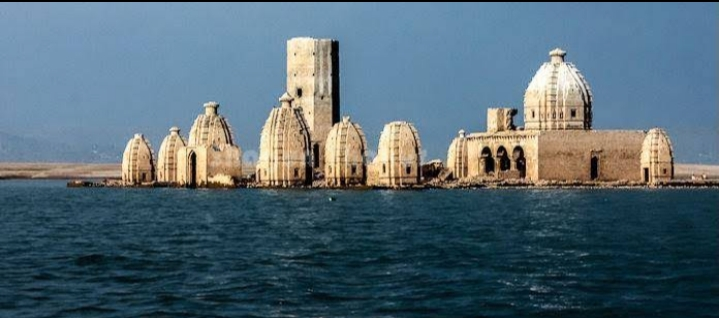
Bathu-Tempel

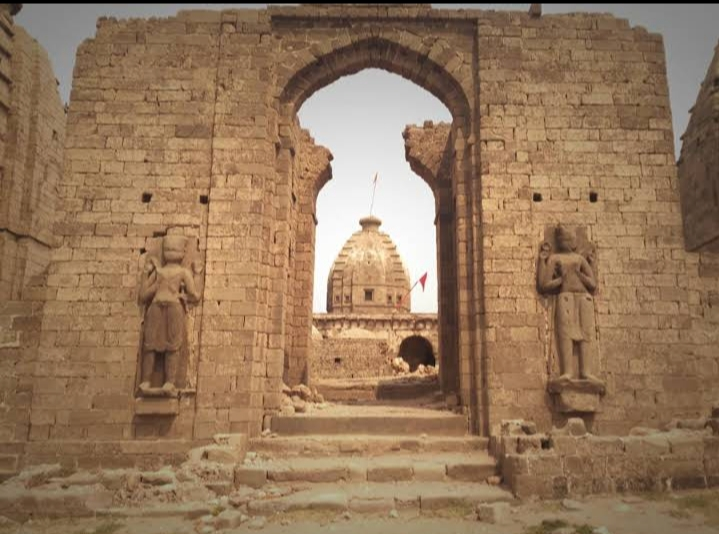
Wächterfiguren in der Umfassungsmauer des Shiva-Tempels

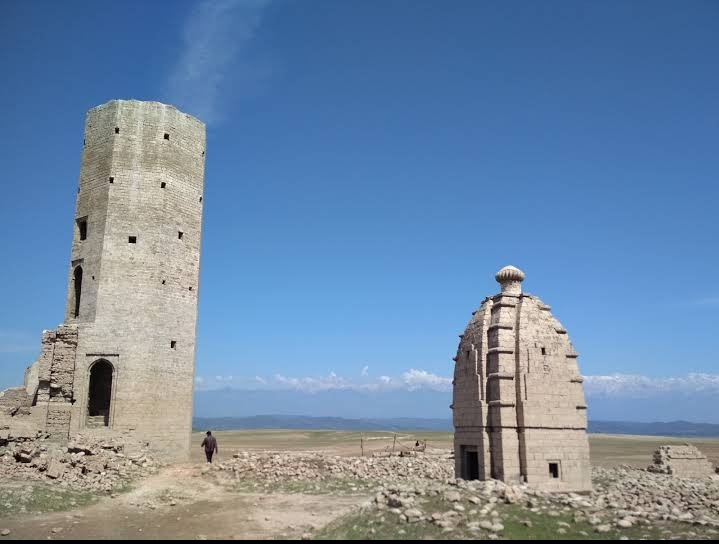
Bathu-Tempel und Turm

Die Bathu-Tempel (Hindi बाथू की लड़ी = Bāthu kī Laḍī) sind eine ca. 8 Monate lang halb in der Pong-Talsperre (auch Maharana Pratap Sagar) versunkene Gruppe von Hindutempeln im Distrikt Kangra im nordindischen Bundesstaat Himachal Pradesh. Ob die Tempel immer schon eine isoliert stehende Wallfahrtsstätte waren, oder ob sie einst in der Nähe eines Dorfes gestanden haben, ist unklar.

## Erreichbarkeit
Die Tempel sind während der ca. 4 Monate dauernden Trockenzeit (Februar bis Mai) trockenen Fußes zu erreichen; während der Monsunzeit und danach (Juni bis Januar) fahren Boote von verschiedenen Stellen am Festland Besucher in die Nähe der Tempel.

## Geschichte
Verschiedene, bis zu den Pandava-Brüdern zurückreichende Legenden ranken sich um die Erbauer und somit auch um die Entstehungszeit der Tempel, doch genauere Untersuchungen fehlen bislang. Die zumeist recht einfache Architektur der Tempel (tri-ratha-Typus) sowie ihre Schmuck- und Figurenlosigkeit ließen an ein frühes Entstehungsdatum denken, wenn nicht die Größe der Bauten oder die seltsame Architektur des Shiva-Tempels mit umschließender dreiportaliger Vorhalle (mandapa) dieser Hypothese widersprechen und auf eine späte Entstehungszeit im 16./17. Jahrhundert hindeuten würde. Der bereits vor dem Bau des Stausees aufgegebene Tempelkomplex stand bis zu seiner Fertigstellung oberhalb des Beas-Tals.

## Architektur
Das Steinmaterial der Tempelbauten besteht aus harten, in der näheren Umgebung zu findenden Bathu-Steinen. Die meisten der schon seit ihrer Erbauungszeit türlosen Tempel haben Shikhara-Türme und eine erhöhte, von einem gerippten amalaka-Ringstein umgebene Spitze.
Ein kleinerer Bau hat ein bengalisches Dach; wieder andere haben kleine Kuppeln. Die Funktion des auf achteckigem Grundriss erbauten Turms ist unklar; sein (heutiger) Eingang befindet sich jedoch über dem Hochwasserspiegel.